# Hrabia Lytton

## Informacje ogólne
- Tytuł hrabiego Lytton został wykreowany w 1880 r. w parostwie Zjednoczonego Królestwa dla Roberta Bulwera-Lyttona, 2. barona Lytton
- Dodatkowe tytuły hrabiego Lytton:
  - wicehrabia Knebworth (kreowany w parostwie Zjednoczonego Królestwa w 1880 r.)
  - baron Lytton (kreowany w parostwie Zjednoczonego Królestwa w 1866 r.)
- tytuł grzecznościowy najstarszego syna hrabiego Lytton: wicehrabia Knebworth

Baronowie Lytton 1. kreacji (parostwo Zjednoczonego Królestwa)
- 1866–1873: Edward George Earle Lytton Bulwer-Lytton, 1. baron Lytton
- 1873–1891: Edward Robert Lytton Bulwer-Lytton, 2. baron Lytton

Hrabiowie Lytton 1. kreacji (parostwo Zjednoczonego Królestwa)
- 1880–1891: Edward Robert Lytton Bulwer-Lytton, 1. hrabia Lytton
- 1891–1947: Victor Alexander George Robert Bulwer-Lytton, 2. hrabia Lytton
- 1947–1951: Neville Stephen Bulwer-Lytton, 3. hrabia Lytton
- 1951–1985: Noel Anthony Scawen Lytton, 4. hrabia Lytton
- od 1985: John Peter Michael Scawen Lytton, 5. hrabia Lytton

Najstarszy syn 5. hrabiego Lytton: Philip Anthony Scawen Lytton, wicehrabia Knebworth